# Катюха (село)
Катюха (Пелепуха) (укр. Катюха) — село на Украине, находится в Новоград-Волынском районе Житомирской области.
Население по переписи 2001 года составляет 2 человека. Почтовый индекс — 11747. Телефонный код — 4141. Занимает площадь 0,053 км². На 2014 год — нежилое.

## Адрес местного совета
11747, Житомирская область, Новоград-Волынский р-н, с. Тупальцы